# Miguel Barbera
Miguel Barbera (fl. XX secolo) è stato un arbitro di calcio argentino.

## Carriera
Nella Copa Campeonato 1913 Barbera già dirigeva in massima serie; diresse sia in campionato che in altre competizioni, come la Copa de Honor o la Copa Competencia. Nel 1926 fu impiegato nella Copa Campeonato della Asociación Argentina de Football e nella Primera División della Asociación Amateurs de Football. Nella prima di queste debuttò il 18 aprile, arbitrando Progresista-Porteño; nella seconda lo stesso giorno, durante Vélez Sarsfield-Sportivo Almagro. Nel campionato 1927 esordì arbitrando Porteño-Racing Club il 20 marzo, giorno della 1ª giornata. Nella Primera División 1928 fu impiegato per la prima volta in occasione di Gimnasia La Plata-Estudiantes Buenos Aires, nel primo turno di gare, tenutosi il 15 aprile.
il 12 maggio, la partita tra Argentinos Juniors e Quilmes, alla 30ª giornata. Nel Concurso Estímulo 1929 scese in campo alla 1ª giornata del gruppo "Pari", il 21 luglio, in occasione di Estudiantes La Plata-San Isidro. Nella Primera División 1930 il primo incontro da lui diretto fu Estudiantil Porteño-Honor y Patria, il 17 aprile 1930. Prese parte, poi, alla Primera División 1931, la prima edizione professionistica del campionato argentino, organizzata dalla Liga Argentina de Football. In tale competizione debuttò il 31 maggio 1931, al 1º turno, arbitrando Ferro Carril Oeste-Argentinos Juniors: al termine del torneo contò 7 presenze.